# Sincola (band)
Sincola is een Amerikaanse voormalige indie-rockband uit Austin.

## Geschiedenis
De band werd in 1992 opgericht door Kris Patterson. Hun titelloze debuut-ep verscheen in 1994. Michael Krugman van Trouser Press omschreef hun muziek als "post-Pixes pop". Hij noemde de band een "ambisexual Austin fivesome" dat de standaard poptekst "jongen ontmoet meisje" verandert "by imbuing its fizzy tunes with a chaotic, amorphous nature that ping-pongs between sexual notions of hetero-, homo- and bi-".
Drumster Terri Lord had relaties met gitariste Kris Patterson en drumster Joan Weiss.

## Discografie

### Studioalbums
- What the nothinghead said, 1995
- Crash landing in teen heaven, 1996

### Ep
- Sincola, 1994